# غلدار سبز (دشتاب)
غلدار سبز (بالفارسية: گدارسبز) هي قرية تقع في إيران في قسم دشتاب الريفي. يقدر عدد سكانها بـ 203 نسمة بحسب إحصاء 2016.